# 大奧 ～誕生【有功·家光篇】
《大奧 ～誕生【有功．家光篇】》是改編自同名漫畫〈家光篇〉的電視劇，於2012年10月12日播出的TBS金十劇。由堺雅人主演。是電影《大奧》後，同為男女地位顛倒題材的江戶幕府時期的大奧續篇作品。

## 製作概要[1]
2010年10月於日本公開電影《大奧》，其興行票房23億3000萬圓日幣，動員數約200萬人的大場面，僅次於平成的時代劇電影「武士的一分」之票房收入。漫畫家吉永史的原作《大奧》榮獲手塚治虫文化獎漫畫大賞、講談社漫畫大賞等，累積數量突破300萬本，是至今最受歡迎連載中的作品。將軍家光的時代，因怪病使男子人口下滑，而「將軍是女人，擁有美男三千人」的「男女逆轉大奥」就此誕生，異想天開、規模壯大的故事開始。至於人物，無論原著漫畫或是電視劇，只有歷史上的人物有功、玉榮、左京與捨藏之性別由女變男，另外臨時演出的輝綱及忠朝由男變女之外，其他性別並無變動。但是家光的角色，因為本作品劇情的需要，由原本的男性因病而死變成是女兒繼位。

## 故事大綱[2]
萬里小路有功（堺雅人飾）是出身公家的高僧，擁有俊秀的容貌、智慧與慈悲。就職慶光院前，為了感謝三代將軍家光（岩井秀人飾）的提攜，他帶著弟子玉榮（田中聖飾）等人出發前往江戶，未料在大奧總管春日局（麻生祐未飾）的陰謀下被帶進大奧並見到三代將軍家光（多部未華子飾）...

## 登場人物

### 領銜主演
- 萬里小路有功　 堺雅人 飾

僧侶，慶光院院主。出身公家的三男。相貌不俗、頗具智慧。本已出家為僧，卻被大奧總管春日局相中，並在其逼迫之下還俗、進入大奧，一夕之間成了三代將軍家光之側室。
起初認為家光是個只在乎自己感受的自私之人，後來了解到家光其實背負著許多傷痛，因此決定要和她一同面對。最後兩人墜入了情網。
- 德川家光　 多部未華子 飾　（幼年：庵原涼香）

德川三代將軍。其實真正的身分，是家光在民間的私生女，本名千惠。由於真正的家光因病過世，而這名少女又是家光唯一的血脈，在春日局之操弄下，安排她隱密繼位，並賦予其必須生下德川子嗣之責任。
然而，有著沉痛過去的家光，總不時武裝著自己，甚至封閉自己的內心。直到有功出現，她心中的痛楚才逐漸消逝…

### 聯合演出
- 玉　榮　 田中聖 飾　（幼年：田中陽太）

有功的弟子。自幼失去雙親，原本在荒郊野地已奄奄一息，然遇見有功出手相救，從此願一生追隨有功。對玉榮而言，有功不光是恩人，也是他唯一的家人，因此有功進入大奧，玉榮也一同跟隨。
- 稻葉正勝[3]　 平山浩行 飾　（幼年：玉山詩）

春日局的兒子。在母親的命令下，他必須永遠捨棄自己，成為家光的影武者。
- 雪　 南澤奈央 飾

稻葉正勝的妻子。為電視劇版的原創角色。對於夫君一死始終懷抱疑心。
- 村瀨正資　 尾美利德 飾

負責照顧進入大奧的有功，教導他各種大奧的規矩。
- 松平信綱　 段田安則 飾

幕府重臣。是少數知曉大奧中秘密之人。本身有兩個兒子，但皆因怪病「赤面疱瘡」而過世。
- 澤村傳右衛門　 內藤剛志 飾

有功的指南役。對春日局的命令絕對服從，只要春日局下令，再不人道之事也會淡定執行。
- 春日局 　麻生祐未 飾　（幼年：吉村心琴）

大奧總管，家光的奶娘。得知家光有一私生女，又無其他子嗣，進而將這名將軍唯一的血脈找來，逼迫她繼位，並要求其生下德川子嗣，這也促使原滿是後宮佳麗的大奧，徹底男女大逆轉，變成後宮美男三千人，侍奉女將軍的局面。
- 捨　藏（阿　樂）[6]　 窪田正孝 飾

被春日局找來的御中臈，千代姬之父。因怪病「赤面疱瘡」而過世。
- 溝口左京（阿　夏）　 市川知宏 飾

基於和捨藏同樣的原因，被春日局找來的御中臈。

### 特別演出
第一集
- 明　慧 　駿河太郎 飾 （第1～2集）

有功的弟子。
- 德川家光 　岩井秀人 飾　（幼年：藤原明都）

第三代將軍，千惠的父親，因病過世，繼位者為私生女千惠。
- 小　菊 　原田夏希 飾
- 四　葉　 吉倉葵 飾
- 桔　梗　 村上佳子 飾

上述三人皆為妓女。
- 松平信綱之妻　 生稻晃子 飾 （第1、6集）
- 阿　彩　 永田沙紀 飾 （第1、4集）

千惠的母親。
- 萬里小路有純　 小日向文世 飾

有功的父親。
- 堀田正盛 　菅原卓磨 飾 （第1、4及6～10集）
- 阿部忠秋 　柴田善行 飾 （第1、4及6～10集）
- 阿部重次 　淺田祐二 飾 （第1、4及6～10集）
- 太田資宗　 井上久男 飾 （第1、4及6～10集）
- 三浦正次　 朝良晃三 飾 （第1、4及6～10集）

上述五人與松平信綱並稱為「六人眾」。
第二集
- 角南重郷　 戶次重幸 飾 （第2～6集）
- 和田正隆　 遠藤要 飾 （第2～6及8集）
- 勝田賴秀　  夙川與務（夙川アトム，暫譯） 飾 （第2～6及8集）

上述三人皆為御中臈。
- 御膳係　 東龍美[7] 飾 （第2～3及6集）
- 御膳係 　山本誠大[7] 飾 （第2～3及6集）

第三集
- 阿　豐　 花田福代 飾

千惠的奶娘。
- 武　士　 西尾秀隆（X-GUN） 飾

於城內對家光施以暴行的武士。最後死於家光刀下。
- 御庭方　 宇保允[7]飾 （第3、9集）

第四集
- 阿　榮 　吉田羊 飾

捨藏的對象之一。
- 鶴千代（稻葉正則）　 西山潤 飾 （第4～7集，第2集誕生）

稻葉正勝的嫡長子。同樣死於「赤面疱瘡」。
- 野　乃　 荒田悠良 飾 （第4～6集，少女：山本舞香，第8～10集）

稻葉正勝的長女。哥哥過世後女扮男裝繼承家督。
第五集
- 阿　紺 　田野麻美 飾

捨藏的對象之一。大店的女兒。
- 部屋子[8]　 大河原優太 飾

跟隨捨藏的部屋子。
第六集
- 矢　島　 阪田瑞穗 飾 （第6、8集）

千代姬的乳母。
- 松平輝綱　 小澤美和 飾 （第6～10集）

信綱的女兒。
第七集
- 隆　光　 又吉直樹 飾

頭陀。
- 酒井忠勝 　栗塚旭 飾

大老讚岐守。
- 酒井忠朝 　鈴木伶奈 飾 （第7～9集）

與松平信綱同様情況，為繼承家督而女扮男裝。
- 小間物屋 　澤井桃子 飾

家光拜訪的小間物屋的女主人。
- 大目付[10] 　木谷邦臣 飾 （第7～9集）

幕府的役職。
第八集
- 阿　安　 小野愛壽香 飾

春日局的母親。
- 柴田勝全繼室 　後藤花怜[7] 飾

春日局的二姊。
- 稻葉正利　 有須川銀[7] 飾

千熊(稻葉正勝的乳名)的同母弟弟。
第九集
- 御庭方　 青木威[7] 飾
- 御庭方　 北口翔平[7] 飾

大結局
- 千代姬（德川家綱）　 庵原涼香 飾　（幼年：河野百花）

家光與阿樂（捨藏）所生的女兒。之後成為四代將軍。
- 長子姬（德川綱重） 　牛島七菜子 飾

家光與阿夏（左京）所生的女兒。
- 德子姬（德川綱吉） 　古野本二葉 飾

家光與玉榮所生的女兒。

## 製作團隊
- 原作：吉永史《大奧》（白泉社刊）
- 製片人：磯山晶、荒木美也子（Asmik Ace Entertainment）
- 監督：金子文紀、渡瀨曉彥、藤江儀全
- 劇本：神山由美子
- 音樂：村松崇繼
- 製作：TBS電視台
- 製作協力：Asmik Ace

## 收視率
| 各話                                                    | 放送日         | 副標題 | 中譯副標題                           | 導演     | 收視率 |
| ------------------------------------------------------- | -------------- | ------ | ------------------------------------ | -------- | ------ |
| 第1話                                                   | 2012年10月12日 |        | 將軍是少女！？所有的男女逆轉就此開始 | 金子文紀 | 11.6%  |
| 第2話                                                   | 2012年10月19日 |        | 這裡是圍繞著忌妒的男人之園           | 金子文紀 | 10.6%  |
| 第3話                                                   | 2012年10月26日 |        | 我的存在只為解救妳...                | 金子文紀 | 07.9%  |
| 第4話                                                   | 2012年11月2日  |        | 無芯的果實，正暗中匍匐的毒蛇         | 渡瀨曉彥 | 07.6%  |
| 第5話                                                   | 2012年11月9日  |        | 使心愛的女人擁抱另一個男人的夜晚     | 渡瀨曉彥 | 08.9%  |
| 第6話                                                   | 2012年11月16日 |        | 妳將成為母親，變得既更堅強又更加美麗 | 藤江儀全 | 09.0%  |
| 第7話                                                   | 2012年11月23日 |        | 我的分身，我的獻身                   | 金子文紀 | 07.1%  |
| 第8話                                                   | 2012年11月30日 |        | 春日局逝世，首代女將軍誕生           | 渡瀨曉彥 | 07.0%  |
| 第9話                                                   | 2012年12月7日  |        | 妳是我的                             | 渡瀨曉彥 | 07.0%  |
| 最終話                                                  | 2012年12月14日 |        | 只為妳而存在                         | 金子文紀 | 08.3%  |
| 平均收視率8.50%（收視率由Video Research於關東地區統計） |                |        |                                      |          |        |

## 主題曲
- MISIA「DEEPNESS」（Ariola Japan）

## 花絮
- 本劇自2012年10月12日起於日本時間週五晚間十點首播，然本次有一破天荒之舉，即是在日本首播後，翌日臺灣即可於臺灣時間週六晚間十點同步播出，幾乎零時差。而日劇在首播後隔天海外即可同步觀賞，堪稱是日劇史上第一次。緯來日本台購入後以《大奧【男女．逆轉】》之名播映[11]。
- 緯來日本台《日本學問大》的專訪節目中，於拍攝期間前赴日本採訪，首播時間為臺灣時間同年10月26日[12]。
- 登場人物之譯名請參閱漫畫原著。

## 外部連結
- 日本TBS電視台　大奧 ～誕生【有功．家光篇】 （页面存档备份，存于）（日語）

## 節目的變遷
| 日本TBS 週五晚間22:00至22:54           | 日本TBS 週五晚間22:00至22:54                          | 日本TBS 週五晚間22:00至22:54 |
| -------------------------------------- | ----------------------------------------------------- | ---------------------------- |
|                                        | 大奧 ～誕【有功．家光篇】 （2012.10.12 - 2012.12.14） |                              |
| 黑之女教師 （2012.07.20 - 2012.09.21） | 夜行觀覽車 （2013.1.18 - 2013.3）                     |                              |

| 緯來日本台 週六晚間10點                 | 緯來日本台 週六晚間10點                                   | 緯來日本台 週六晚間10點     |
| --------------------------------------- | --------------------------------------------------------- | --------------------------- |
|                                         | 大奧【轉】 （2012年10月13日 - 2012年12月15日）            |                             |
| 長資 （2012年7月21日 - 2012年9月29日）  | 金田一少年之事件簿 香港九龍財寶殺人事件 （2013年1月12日） |                             |
| 週一至五22:00 - 00:00 （22:00播出兩集） |                                                           |                             |
| （2014.01.29 - 2014.02.04）             | （2014.02.05 - 2014.02.12）                               | （2014.02.13 - 2014.02.19） |